# 吳徵鎧
吳徵鎧（1913年8月8日—2007年6月27日），男，籍贯江苏仪征，生于上海，中国化学家，中国科学院院士。

## 生平
1913年出生于上海，籍贯江苏扬州。毕业于金陵大学化学系，后留学英国剑桥大学物理化学研究所研究生，后担任湖南大学化学系教授，浙江大学化学系教授、系主任，复旦大学化学系教授、系主任。1960年任原子能研究所扩散部主任、第二机械工业部扩散总工程师。1978年，任中国核工业总公司科技委高级顾问。1980年，当选中国科学院学部委员。
2007年6月27日去世。

## 家族
祖父吴筠孙。父亲吴启贤（佑人），母亲刘钟璇。哥哥吴白匋、吳徵鑑，弟弟吳徵鎰，四人合称吴氏四杰。